# Leonardo Espinoza
Leonardo Antonio Espinoza Nova (San Vicente, Chile, 1 de julio de 1986) es un exfutbolista chileno. Jugaba como volante y su último club fue Colchagua Club de Deportes.

## Clubes
| Club      | País  | Año       |
| --------- | ----- | --------- |
| Palestino | Chile | 2004      |
| Ñublense  | Chile | 2005-2007 |
| Colchagua | Chile | 2008-2009 |

- Datos: Q6525978